# Bralęcin
Bralęcin [braˈlɛnt͡ɕin] (tiếng Đức: Brallentin)  là một ngôi làng thuộc khu hành chính của Gmina Dolice, thuộc hạt Stargard, West Pomeranian Voivodeship, ở phía tây bắc Ba Lan.
Nó nằm khoảng 17 kilômét (11 mi) về phía đông nam của Stargard và 48 km (30 mi) về phía đông nam của thủ đô khu vực Szczecin.
Ngôi làng có dân số 340 người.